# Calochortus ambiguus
Calochortus ambiguus är en liljeväxtart som först beskrevs av Marcus Eugene Jones, och fick sitt nu gällande namn av Francis Marion Ownbey. Calochortus ambiguus ingår i släktet Calochortus och familjen liljeväxter. Inga underarter finns listade.

## Bildgalleri

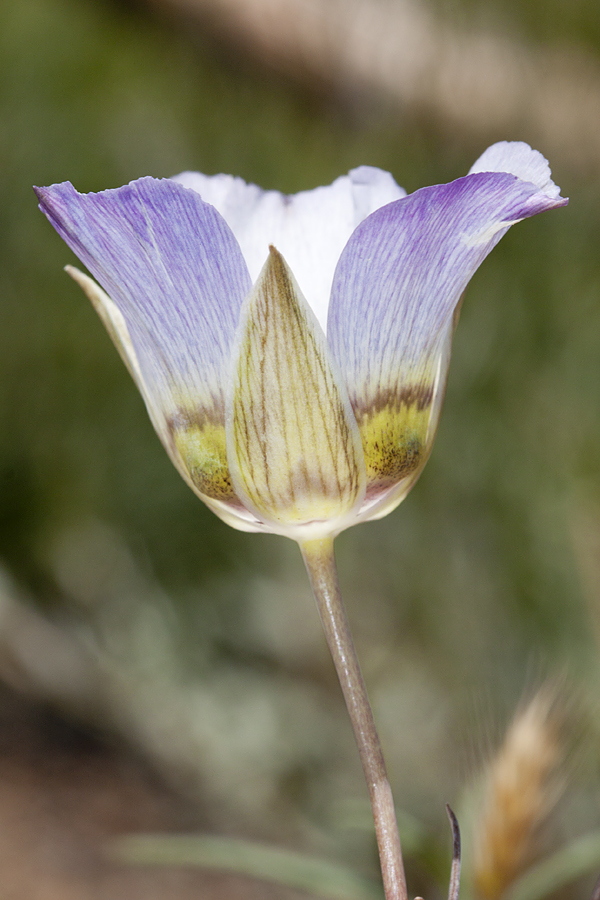
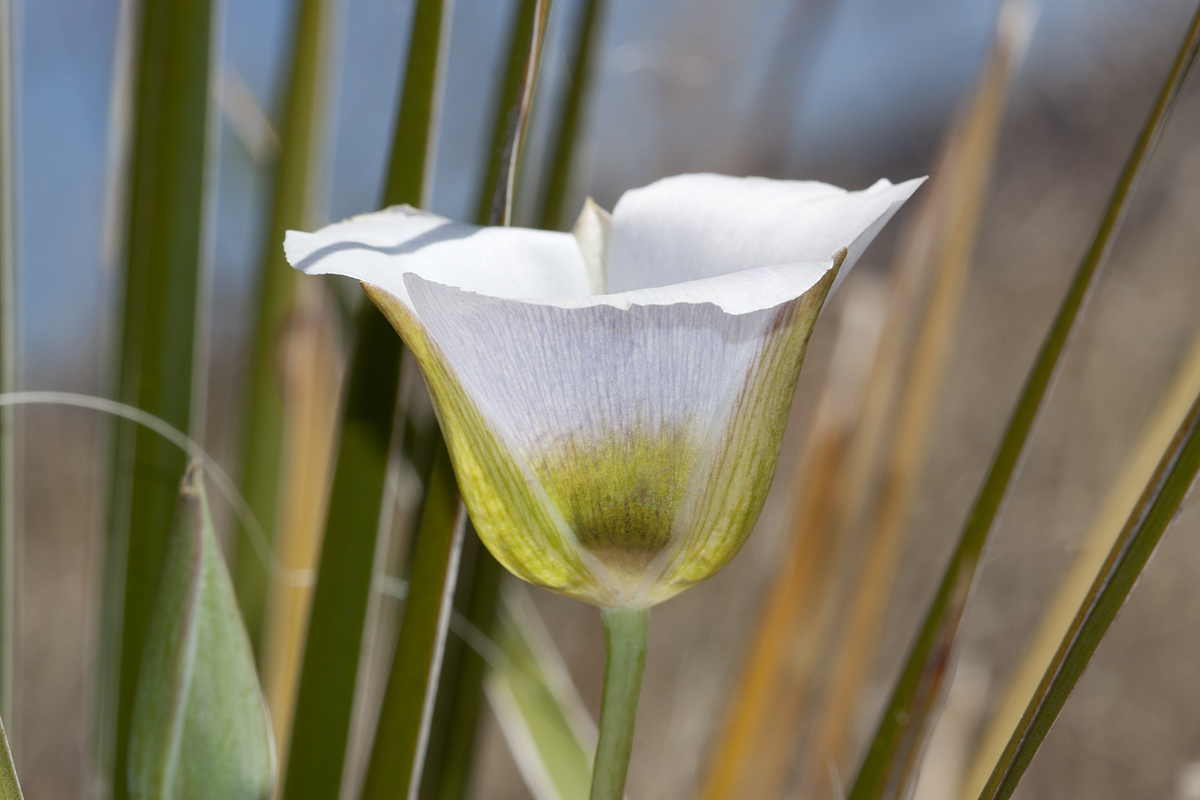
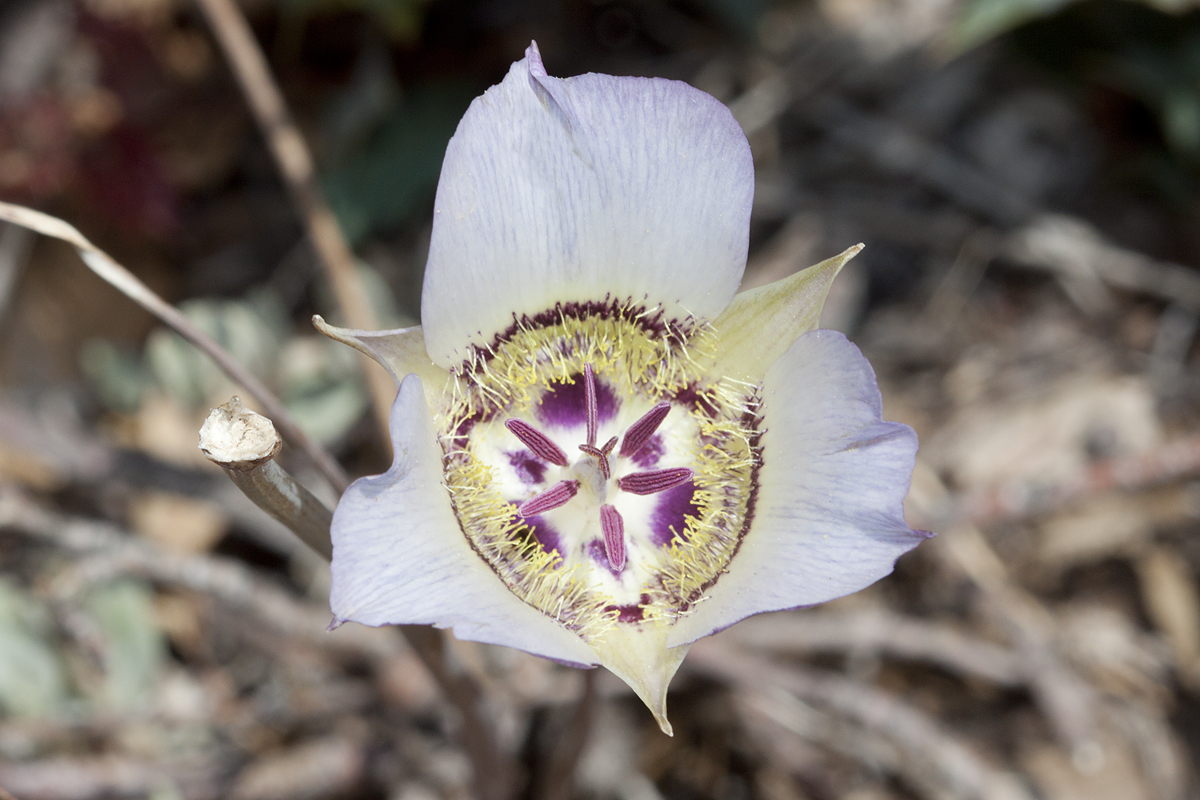
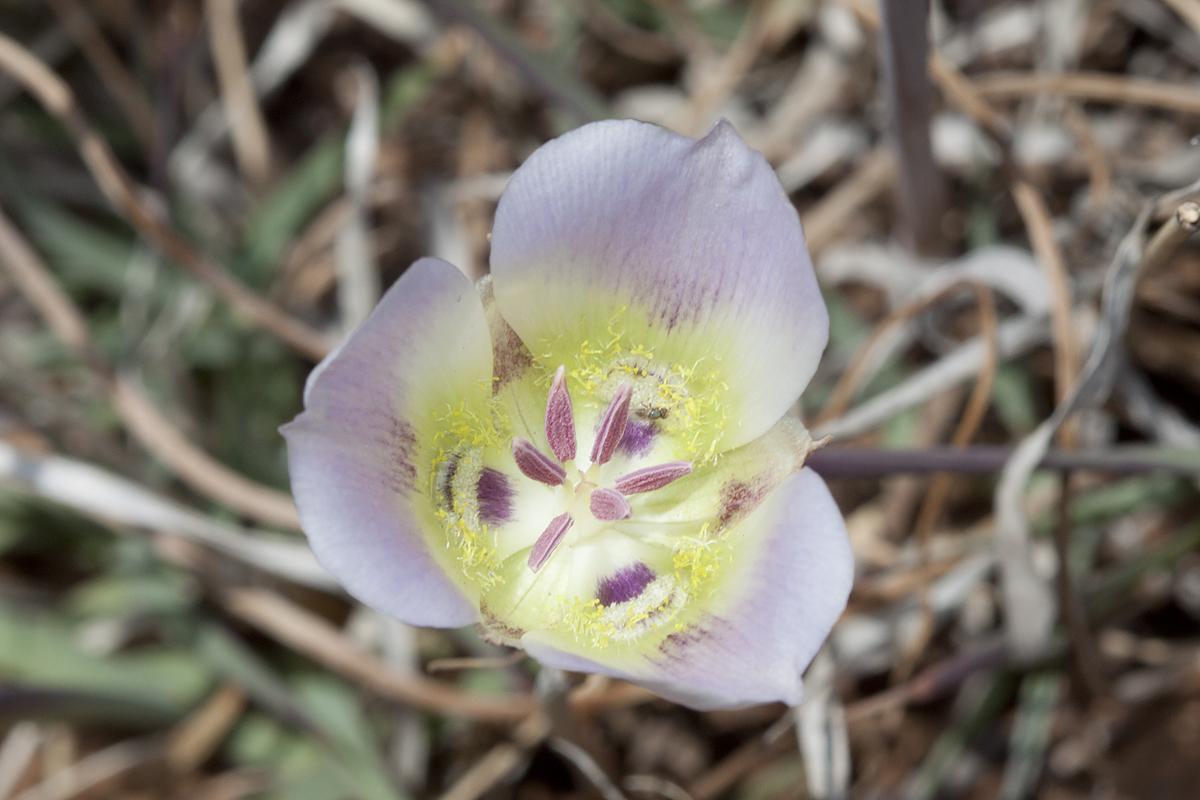
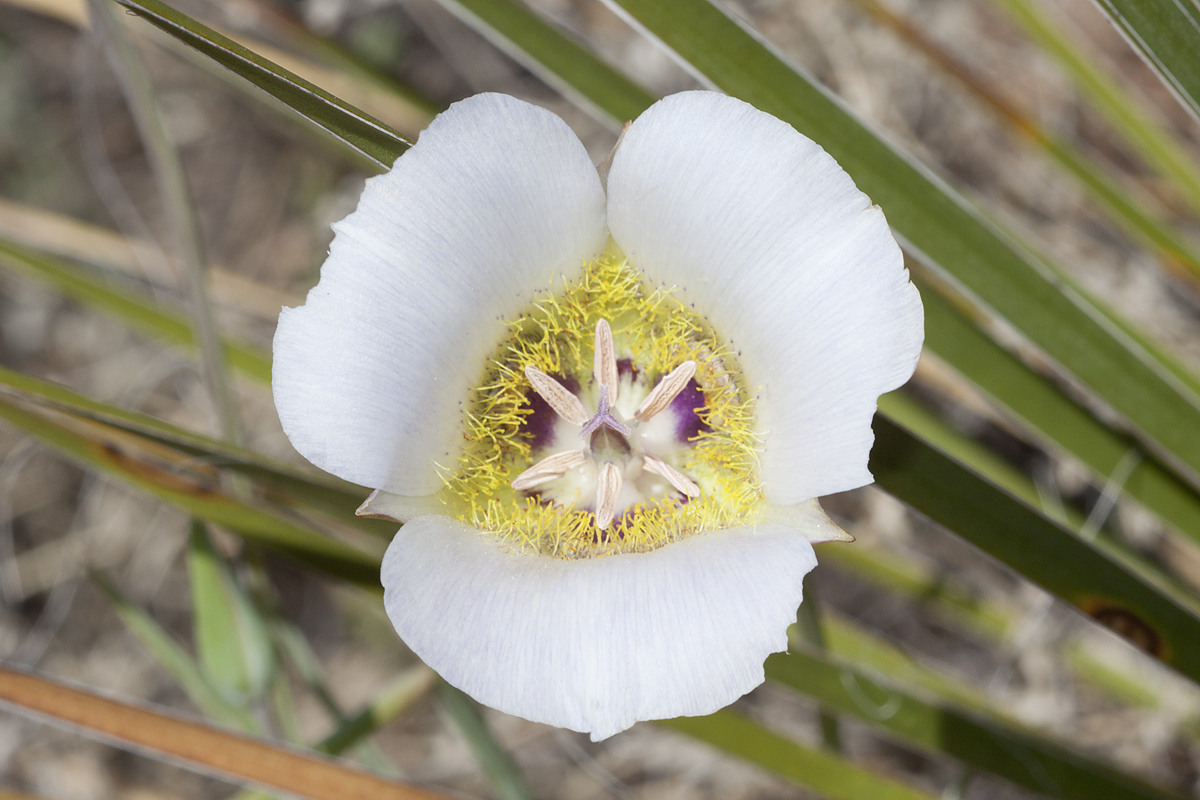